# زمین‌لرزه ۲۰۰۷ جزایر ماریانا
زمین‌لرزه جزایر ماریانا  در تاریخ ۳۱ اکتبر ۲۰۰۷ میلادی، برابر با ‎۹ آبان ۱۳۸۶، ساعت ۳:۳۰:۱۵ به زمان یوتی‌سی در جزایر ماریانا رخ داد. ژرفای این زلزله ۲۰۷ کیلومتر بود، و بزرگی آن ۷٫۲ در مقیاس Mw اعلام شده‌است. زمین‌لرزه به وقت محلی در روز چهارشنبه، ساعت ۱۳ روی داده و منطقه زمانی آن یوتی‌سی +۱۰ بوده‌است .
سازمان زمین‌شناسی آمریکا نیز رومرکز این زمین‌لرزه را در مختصات ۱۸°۵۴′۰۰″شمالی ۱۴۵°۲۳′۱۷″شرقی / ۱۸٫۹°شمالی ۱۴۵٫۳۸۸°شرقی و ژرفای آنرا در ۲۰۷ کیلومتر گزارش کرده‌است. بزرگی برگزیدهٔ این سازمان از میان بزرگیهای محاسبه‌شدهٔ مختلف ۷٫۲ در مقیاس Mw بوده و از دید اثر، در میان چهار دسته‌بندی «نامحسوس»، «محسوس»، «زیان‌آور» یا «با تلفات»، زلزله را «محسوس» اعلام کرده‌است.
پروژهٔ «تنسور گشتاور مرکزوار» زاویه‌های (راستا، شیب، ریک) گسل سازندهٔ زمین‌لرزه و صفحه عمود بر آنرا (°۱۹۶، °۶۰، °۱۵۲) یا (°۳۰۱، °۶۶، °۳۳) و نوع گسل را «امتدادلغز» فرارسانده‌است.